# Tipula vindex
Tipula vindex är en tvåvingeart som beskrevs av Alexander 1940. Tipula vindex ingår i släktet Tipula och familjen storharkrankar. Inga underarter finns listade i Catalogue of Life.